# Betaină

Structura chimică a trimetilglicinei

O betaină este un compus chimic ce prezintă o grupă funcțională cationică, încărcată pozitiv, precum amoniu cuaternar sau fosfoniu și o grupă anionică, încărcată negativ, precum carboxilat. Cel mai simplu reprezentant este trimetilglicina, un derivat de glicină cu trei grupe metil la atomul de azot. În trecut, termenul de betaină făcea referire doar la trimetilglicină, care este implicată în metilarea și detoxifierea homocisteinei.